# Mill perlat

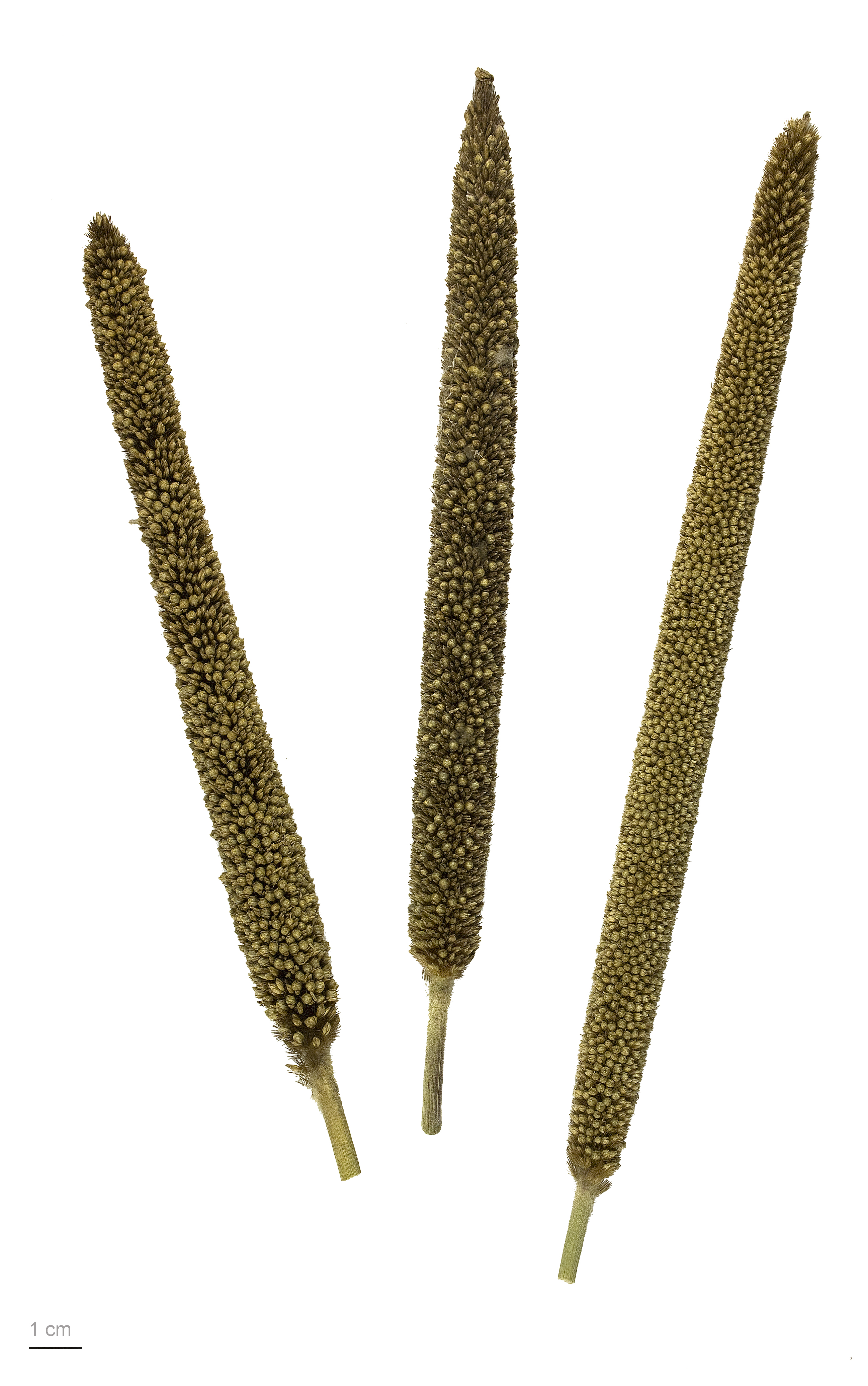
Pennisetum glaucum

El mill perlat (Pennisetum glaucum) és el tipus de mill més conreat al món. Es cultiva des de temps prehistòrics a l'Àfrica i l'Índia, es considera originari d'Àfrica. El centre de diversitat del mill perlat és al Sahel africà. Els tuaregs l'anomenen enele. Resulta un aliment indispensable en les zones àrides i semiàrides del món i per a la gent pobra com a conreu de subsistència, associat al sorgo i llegums, normalment Vigna unguiculata.

## Morfologia
És una planta anual que arriba a fer 240 cm, de fulles planes, glabres o pubescents d'1-5 cm d'ample per 30 80 cm. L'eix de la inflorescència és densament pilós i compacte, bru glauc o violat. Fructifica a l'estiu. Les seves inflorescències mesuren, segons la varietat, entre 10 i 150 cm. És una planta de dia curt (floreix quan les hores de llum s'escurcen). Se sembra amb l'arribada de l'estació humida: abril-maig al sud del Sahel i maig-juny al nord del Sahel. La durada del conreu és de tres a quatre mesos. Normalment no rep cap adob.

## Conreu
Actualment, el mill perlat es conrea en uns 260.000 km² a tot el món i representa la meitat del mill conreat al món.
El mill perlat està ben adaptat a la sequedat del sòl, baixa fertilitat i altes temperatures. Es comporta bé en sòls salins i de baix pH. Pot ser conreat en zones on altres cereals no sobreviurien. Nutricionalment resulta superior al blat i l'arròs. Necessita un mínim de 150-200 litres de pluja a l'any amb un rendiments a l'Àfrica (600 kg/ha) comparables als de la melca, que el substitueix a partir dels 800 litres de pluja anual.
Al Sahel, el mill perlat és l'aliment bàsic del nord de Nigèria, Níger, Mali i Burkina Faso. Es menja fet sèmola (cuscús), farina i amb llet. També se'n preparen begudes.